# 圣托马日
圣托马日（發音：[ˈsʋeːti tɔˈmaːʃ]），是斯洛維尼亞東北部圣托马日市镇的聚居地及其行政中心。位於普爾萊基亞山區，在2006年之前属于奧爾莫日市鎮。當地傳統上屬於下施蒂里亞地區，現在包含在波德拉夫統計區中。

## 教堂
當地堂區教堂為地名來源，是獻給聖托馬斯，屬於天主教馬里博爾總教區。它建於1715年至1727年間。

## 外部連結
- Sveti Tomaž on Geopedia （页面存档备份，存于）